# Nan (rivier)

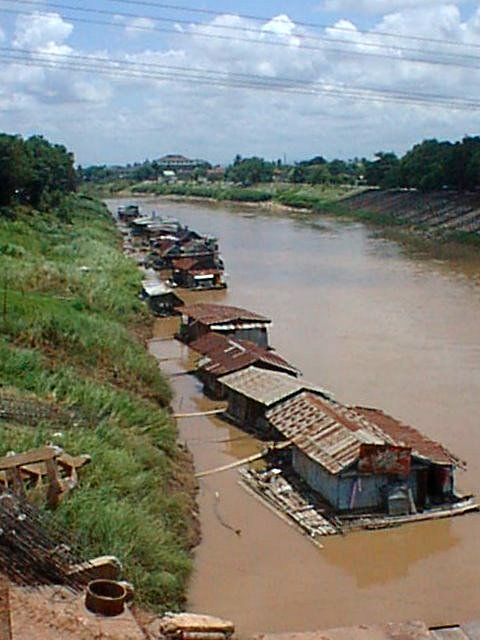
Boothuizen in de Nan bij Phitsanulok

De Nan is een rivier in Thailand. De rivier ontspringt in Noord-Thailand en mondt uit in de rivier de Menam (Chao Phraya) in Centraal-Thailand. De rivier is 627 kilometer lang.
De Yom is een zijrivier van de Nan. Deze mondt even ten noordoosten van de stad Nakhon Sawan in de provincie Nakhon Sawan uit in de Nan.

## Steden
Belangrijke steden aan de rivier:
- Nan
- Nakhon Sawan
- Phichit
- Phitsanulok
- Uttaradit